# Jungwacht Blauring
Jungwacht Blauring (Jubla) ist ein Kinder- und Jugendverband in der Schweiz. Er ist mit der römisch-katholischen Kirche verbunden, jedoch offen für alle Kinder und Jugendlichen – unabhängig von Konfession oder Kultur. Mädchen können im Blauring mitmachen, Knaben in der Jungwacht. In einigen Pfarreien haben sich Jungwacht und Blauring zur Jubla zusammengeschlossen und treffen sich in gemischten Gruppen oder auch getrennten Gruppen. In der Öffentlichkeit wird der Verband vermehrt als Jubla wahrgenommen.
Die in den Pfarreien organisierten Jungwacht-, Blauring- und Jubla-Scharen sind in der Regel als eigenständige Vereine gemäss Art. 60 ff. ZGB konstituiert. Sie sind als juristische Personen meist Mitglied in kantonalen Teilverbänden, teilweise sind mitgliederstarke Kantone zusätzlich in Regionen organisiert. Die kantonalen Vereine sind wiederum Mitglied beim gesamtschweizerischen Verband Jungwacht Blauring Schweiz, welcher in Luzern ansässig ist. Die einzelnen Mitglieder in den Scharen, namentlich die Kinder und Leitenden, sind Vereinsmitglieder in ihrem lokalen Verein; auf nationaler Ebene werden die Interessen der einzelnen Mitglieder durch Kantonsdelegierte vertreten.
Die Organisation ist international in der Fimcap organisiert und Mitglied der Schweizerischen Arbeitsgemeinschaft der Jugendverbände.

## Geschichte
Jungwacht Blauring hat seine Ursprünge in der katholischen Jugendbewegung in den 1930er-Jahren.

### Jungwacht
Die erste Jungwacht-Schar wurde am 26. Juni 1932 in Birsfelden bei Basel gegründet – benannt durch den ersten Präses dieser Jungwacht. Auch danach waren die Gründungen von Jungwacht-Scharen zunächst Initiativen von einzelnen Pfarreien. An der Verbandsführertagung des Schweizerischen Katholischen Jungmannschaftsverbands (SKJV) am 11. und 12. September 1932 wurde vorgeschlagen, die Kindergruppen als Vorstufe zu den katholischen Jugendgruppen in den Pfarreien zusammenzuschliessen. Es existierten in der katholischen Verbandswelt bereits viele Kombinationen mit «-wacht», «-bund», «-schaft» und «Jung-», so beispielsweise der Tarzisiusbund Heiligkreuz in St. Gallen, 1931 gegründet von Albert Oesch. Der Name «Jungwacht» wurde später für den Zusammenschluss zum Schweizerischen Jungwachtbund festgelegt. Die Jungwacht Birsfelden wurde auch für die äussere Erscheinung des Jungwachtbundes mit seinem grünen Hemd mit dem stilisierten Christuszeichen prägend. Als Schutzpatron wurde Don Bosco gewählt, der allgemein als Patron der Jugend gilt.

### Blauring
Der Blauring wurde als Kinderstufe der damaligen Jungfrauen-Kongregation gegründet. Ihre Mitglieder wünschten sich ein stärkeres Eigenleben und mehr Spiel und Gesang bei ihren Zusammenkünften. Am 17. September 1933 wurden an einer Versammlung in Olten die Grundlinien des neuen Mädchenverbandes nach bereits verbreiteten Gruppengrundsätzen festgelegt. Der Name ist Symbol für Gemeinschaft (Ring) und das Weibliche, Maria (blau). Maria deutet auch auf die Schutzpatronin dieser Mädchenorganisation.

### Zusammenarbeit von Jungwacht und Blauring
In den 1970er-Jahren haben sich die Jungwacht und der Blauring von ihren Gründerverbänden gelöst und eine intensive Zusammenarbeit begonnen. In den 1990er-Jahren wurden ein Zusammenarbeitsvertrag abgeschlossen und verschiedene Gremien zusammengelegt. 
Der gesellschaftliche und kirchliche Umbruch beeinflusst auch die Zielsetzungen und Methoden von Jungwacht Blauring. Aus volkskirchlich orientierten Verbänden wurden Kinder- und Jugendorganisationen mit einer christlich geprägten Freizeitkultur und gesellschaftlichen Zielsetzungen.
Eine weitere Veränderung erfolgte 2009: die Delegierten beschlossen an der Bundesversammlung die Fusion der beiden Verbände auf nationaler Ebene zu «Jungwacht Blauring Schweiz», rückwirkend per 1. Januar 2009.

### 75-Jahr-Jubiläum
Zum 75-jährigen Bestehen der Jubla fand am 9. und 10. Juni 2007 auf dem Gelände der Luzerner Allmend eine riesige Feier statt. Gegen 11'000 Kinder, Leitende, Ehemalige und Helfer waren dabei und konnten bei zahlreichen Spielen, Ateliers und Events das Jubiläum der Jungwacht und des Blaurings zelebrieren. Unter anderem gab es ein Konzert der Band Lockstoff. Während des Jahres 2007 fanden verschiedene weitere Geburtstagsveranstaltungen in den Scharen und Kantonen statt. Daneben wurden kleinere nationale Aktivitäten und Aktionen durchgeführt, wie etwa ein kreativer Fotowettbewerb oder eine Liederchronik, die die 75-jährige Vereinsgeschichte aufleben liess.

### Vision und Strategien bis 2025
Im Jahr 2015 setzte sich der Kinder- und Jugendverband eine neue Vision und vier dazu führende Strategien. An diesen arbeitet Jungwacht Blauring bis im Jahr 2025. 

#### Vision
Im Rahmen der Vision und Strategie bis 2025 wird folgende Vision verfolgt:
Jungwacht Blauring ist die stärkste und anerkannteste Marke für hochwertige und sinnvolle Freizeitgestaltung in der Deutschschweiz.

## Tätigkeit

### Mitglieder und Scharen
Jungwacht Blauring zählte 2022 etwas mehr als 33'100 Mitglieder, die in 384 Scharen organisiert waren, 2025 waren es 6 Scharen mehr mit total etwa weniger Mitgliedern. Die Scharen sind eingeteilt in 15 Kantonalvereine.
Die Scharen organisieren jährlich 450 eigene Zeltlager, die grösste Einzelveranstaltung ist das gemeinsame Zeltlager an Pfingsten "Jublasurium", das 2025 mit rund 10'000 Kindern und Jugendlichen durchgeführt wurde.

### Ausbildung
Jährlich besuchen rund 3'000 Jugendliche freiwillig Aus- und Weiterbildungskurse. Jungwacht Blauring legt dabei grossen Wert auf eine nachhaltige und solide Aus- und Weiterbildung der Leitenden. Die Kurse werden in der Struktur von Jugend+Sport durchgeführt und vom Bundesamt für Sozialversicherungen entschädigt. Die Bundesleitung ist beim Festlegen der Rahmenbedingungen für diese Angebote beteiligt.
Die Ausbildung findet auf verschiedenen Leitungsstufen (Leitungsebene) statt:
- Gruppenleitungskurs (GLK): Die Gruppenleitenden leiten eine Kindergruppe und arbeiten auf Pfarreiebene in der Schar mit. Das Betreuen einer Kindergruppe und die Vorbereitung und Durchführung von Gruppenstunden und Lagerblöcken werden geübt.
- Schar- und Lagerleitungskurs (SLK): Die Scharleitung – meist ein Scharleitungsteam – ist verantwortlich für das Leitungsteam und koordiniert das Leben der Schar. Die Lagerleitung ist verantwortlich für das Lager.
- Expertenkurs (Exp): Experten leiten in Ausbildungskursen mit und sind häufig Mitglied einer Kantons- oder Regionalleitung. Ausserdem stehen sie als Coach einer oder mehreren Scharen zur Seite, betreuen diese und überprüfen und bewilligen das J+S-Lager.
- Präseskurs: Der Präses begleitet als erwachsene Person das Leitungsteam einer Pfarrei oder eine Kantons- oder Regionalleitung und hilft bei der Umsetzung religiöser Inhalte.

## Verbandsstruktur

### Gruppe
Das Leben in Jungwacht Blauring spielt sich vor allem in der Kinder- und Jugendgruppenstunde ab. Eine Gruppe umfasst in der Regel sechs bis zwölf Mädchen oder Buben gleichen Alters. Diese wird von ausgebildeten Jugendlichen im Alter ab 16 Jahren ehrenamtlich geleitet (in der Regel ein bis drei Leitungspersonen pro Gruppe). Die Gruppe trifft sich regelmässig (meist wöchentlich) zur Gruppenstunde: Spielen, Werken, Theater spielen, Singen, Tanzen, Natur erleben, Sport treiben und vieles mehr gehört zur Gruppenaktivität.

### Schar
Mehrere Gruppen bilden zusammen die Schar. Die Scharleitung und das Leitungsteam planen miteinander die Aktivitäten für die ganze Schar: Spielfeste, Zelt- und Schneewochenenden, Gruppentreffen, Pfarreifeste, Kinder- und Jugendgottesdienste. Der alljährliche Höhepunkt ist in den meisten Scharen das Lager. Dabei kann es je nach Schar zwischen Sommer- und Herbstlagern oder auch Pfingst-/Auffahrtlagern variieren. Die Schar verreist für eine oder zwei Wochen in ein Haus- oder Zeltlager. Diverse Spiele, OL oder Wanderungen, Pionierbauten, Basteln, Singen am Lagerfeuer, Ausflüge in die Umgebung gehören dabei zum Lageralltag.
Es gibt verschiedene Scharmodelle:
- Jungwacht und Blauring als eigenständige Organisationen für Mädchen oder Buben.
- Jubla als eine Organisation für Mädchen und Buben mit Jungwacht- und Blauringgruppen.
- Jubla als eine Organisation für Mädchen und Buben mit gemischtgeschlechtlichen Kindergruppen.

Die Scharen können ihr Modell der Zusammenarbeit frei bestimmen. Mädchen und Buben haben die Möglichkeit, Gemeinsames zu erleben. Sie sollen aber auch Freiräume geniessen, in denen Fähigkeiten und Bedürfnisse von Mädchen und Buben geschlechtergerecht zum Tragen kommen.

### Präses
Eine wichtige Funktion hat auch der Präses, welcher in einer Schar, einer Region oder einem Kanton folgende Aufgaben hat: Begleiten/Beraten des Leitungsteams, Vernetzung mit kirchlichen und politischen Behörden, Seelsorgenden sowie Eltern und spirituelle Animation im weitesten Sinne (Gottesdienste, besinnliche Momente, Auseinandersetzung mit Glaubens- und Wertefragen). Der oder die Präses ist ehren-, neben- oder vollamtlich tätig und kann über eine theologische Ausbildung verfügen. Der oder die Präses besucht die Schar auch in ihren Lagern und unternimmt Aktivitäten wie Sing- und Lagerfeuerabende.

### Kanton und Region
Die Kantonsleitung, auch Kalei genannt, koordiniert Jungwacht Blauring auf kantonaler Ebene. Sie bietet Aus- und Weiterbildungskurse für Leitende an, begleitet die Scharen und steht in Kontakt mit der Bundesleitung. Die meisten Kantone haben eine oder mehrere kantonale oder regionale Arbeitsstellen eingerichtet, welche die Arbeit unterstützen. Um die vielfältigen Aufgaben bewältigen zu können, sind grössere Kantone in mehrere Regionen unterteilt. In diesen Kantonen übernehmen meist die Regionalleitungen die Ausbildungskurse und die Scharbegleitung, während die Kantonsleitung als Bindeglied zwischen den Regionalvereinen und der Bundesebene funktioniert. 
Die autonomen Scharen sind Mitglied beim Kantonal- bzw. Regionalverein. Vertreter aus den Scharen wählen die Kantons- bzw. die Regionalleitung. Die Kantons- und die Regionalkonferenz sind die höchsten Organe der jeweiligen Vereine.
Die Kantonalvereine von Jungwacht Blauring sind auf nationaler Ebene in «Jungwacht Blauring Schweiz» zusammengeschlossen. Folgende Kantonalvereine sind Jungwacht Blauring angeschlossen:
- Aargau
- Bern
- Region Basel
- Freiburg
- Graubünden
- Luzern
- Ob- und Nidwalden
- St. Gallen, Appenzell Innerrhoden, Appenzell Ausserrhoden und Glarus
- Schaffhausen
- Solothurn
- Uri und Schwyz
- Thurgau
- Wallis
- Zug
- Zürich

#### Arbeitsstellen
Die meisten Kantone haben eine Arbeitsstelle für Jungwacht Blauring. Der Kantonalverein SG/AI/AR/GL hat deren drei. Bei diesen Arbeitsstellen sind Leute für Jungwacht Blauring angestellt, die in unterschiedlich grossen Teilzeitpensen verschiedene Aufgaben übernehmen (z. B. Administration, Animation, Öffentlichkeitsarbeit usw.). Hier können sich die Leitenden melden, wenn sie irgendeine Frage zu Kursen oder zu anderen Belangen von Jungwacht Blauring haben.
Viele Arbeitsstellen haben ausserdem ein grosses Angebot an Spielmaterial und Büchern, das die Scharen ausleihen können.

### Geschäftsstelle von Jungwacht Blauring Schweiz (Bundesleitung)
Die nationale Geschäftsstelle (Bundesleitung) mit Sitz in Luzern ist im operativen Bereich für die pädagogische und pastorale Leitung des Verbands zuständig. Die Mitarbeitenden der Bundesleitung entwickeln Perspektiven für das Leben in Jungwacht Blauring und übernehmen gemeinsam die Aufgabe einer Impuls- und Dienstleistungsstelle für den Verband. Dabei leisten sie folgende Dienstleistungen für ihre Kantone und Scharen:
- Aus- & Weiterbildung
- Unterstützung & Beratung
- Projekte & Grossanlässe
- Hilfsmittel & Publikationen
- Marketing & Kommunikation
- Vernetzung & Interessenvertretung
- Dienstleistungen an Dritte

### Verbandsleitung
Die Verbandsleitung ist der Vorstand von Jungwacht Blauring. Sie arbeitet vor allem im strategischen Bereich und bestimmt zusammen mit der Bundesleitung die Entwicklung von Jungwacht Blauring und – gemeinsam mit anderen Kinder- und Jugendverbänden – im weitesten Sinn auch die Entwicklung der Kinder- und Jugendarbeit in der Schweiz. 
Die Verbandsleitung besteht aus ehrenamtlich tätigen Personen aus Jungwacht Blauring Schweiz. 

### Bundesversammlung
Die Bundesversammlung ist das höchste Organ von Jungwacht Blauring Schweiz, welche in der Regel zweimal jährlich stattfindet. Die Bundesversammlung berät über Zielsetzungen und Projekte des Gesamtverbandes, wählt Mitglieder der Verbandsleitung und kontrolliert die Finanzen. Jeder Kantonalverein ist im schweizerischen Verband mit vier Delegierten stimmberechtigt.

## Grundsätze
Die Kinder- und Jugendarbeit ist für Jungwacht Blauring eine pädagogische Aufgabe, die Orientierungspunkte verlangt. Jungwacht Blauring hat diese in seinen fünf Grundsätzen ausformuliert, um in der sich immer wieder verändernden Welt den Kindern und Jugendlichen gerecht zu werden. Deshalb gehört soziales, religiöses und politisches Engagement zu den Aufgaben von Jungwacht Blauring. Dieses Engagement wird auf verschiedenen Ebenen ausgelebt – von der Kindergruppe bis zur Bundesleitung richten sich alle Verbandsmitglieder nach den fünf Grundsätzen:
- zusammen sein
- kreativ sein (früher: schöpferisch sein)
- Natur erleben
- mitbestimmen
- Glauben leben

oder einfach als Eselsbrücke in Form eines Akrostichons: ZuSchöNaMiGla.

## Logo
Das ursprüngliche Jungwachtzeichen ist das Christusmonogramm. Es ist zusammengesetzt aus den zwei Buchstaben Chi (X) und Rho (P). Mit diesen beiden Buchstaben pflegten die ersten Christen das griechische Wort Χριστός (Christus) abzukürzen. Das Pendant des Blaurings bestand aus einem Ring, der den Buchstaben M einschliesst. Der Ring steht für die Gemeinschaft und das M zusammengefasst für: Mädchen, Mehr und Maria.
Von 1971 bis 1993 war das Logo eine Illustration von Mädchen- und Jungenköpfen zusammen mit den Schriftzügen Jungwacht und Blauring.
Von den Scharen werden diese Logos zum Teil in abgeänderter Form noch heute verwendet.
Seit 1993 haben Jungwacht und Blauring ein gemeinsames Logo. Es soll die Auffassung des Verbands von «Freiraum schaffen» ausdrücken. Der Punkt hält alles zusammen, er bedeutet Gemeinschaft. Seit 2006 ist dem Logo ausserdem der Slogan des Verbands beigefügt: Lebensfreu(n)de.
Von Anfang an entfachte dieses Logo Diskussionen, die ihm zum Beispiel den Spitznamen «Spaghettiteller», welcher sich bis heute hartnäckig hält, einbrachte. Der Grafiker Peter Wiskemann wollte mit dem Zeichen die Phantasie anregen, denn diese war ihm an Jungwacht Blauring besonders wichtig. So baute er kurzerhand die fünf Grundsätze in das Logo ein. Zum Beispiel brachte er den Grundsatz «kreativ sein» durch die Abbildung von Kopffüssern zum Ausdruck. Diese sind eine der ersten Zeichnungen, die Kinder machen. Weiter steht das Herz für den Grundsatz «Glauben leben».

## Hilfsmittel, Publikationen und Fanartikel
Als Hilfsmittel für die Arbeit der Leitenden mit den Kindergruppen wurden von der Bundesleitung Jungwacht Blauring Schweiz diverse Publikationen herausgegeben. Bis Ende 2011 erschien zweimonatlich die Verbandszeitschrift ideejubla. Seit 2012 erscheint zwei Mal jährlich das Informationsblatt «Hosesack». Weiter betreibt der nationale Verband einen Fanshop jubla-shop.ch mit Fan- und Werbeartikel sowie Hilfsmittel jeglicher Art. 